# 문 (소설)

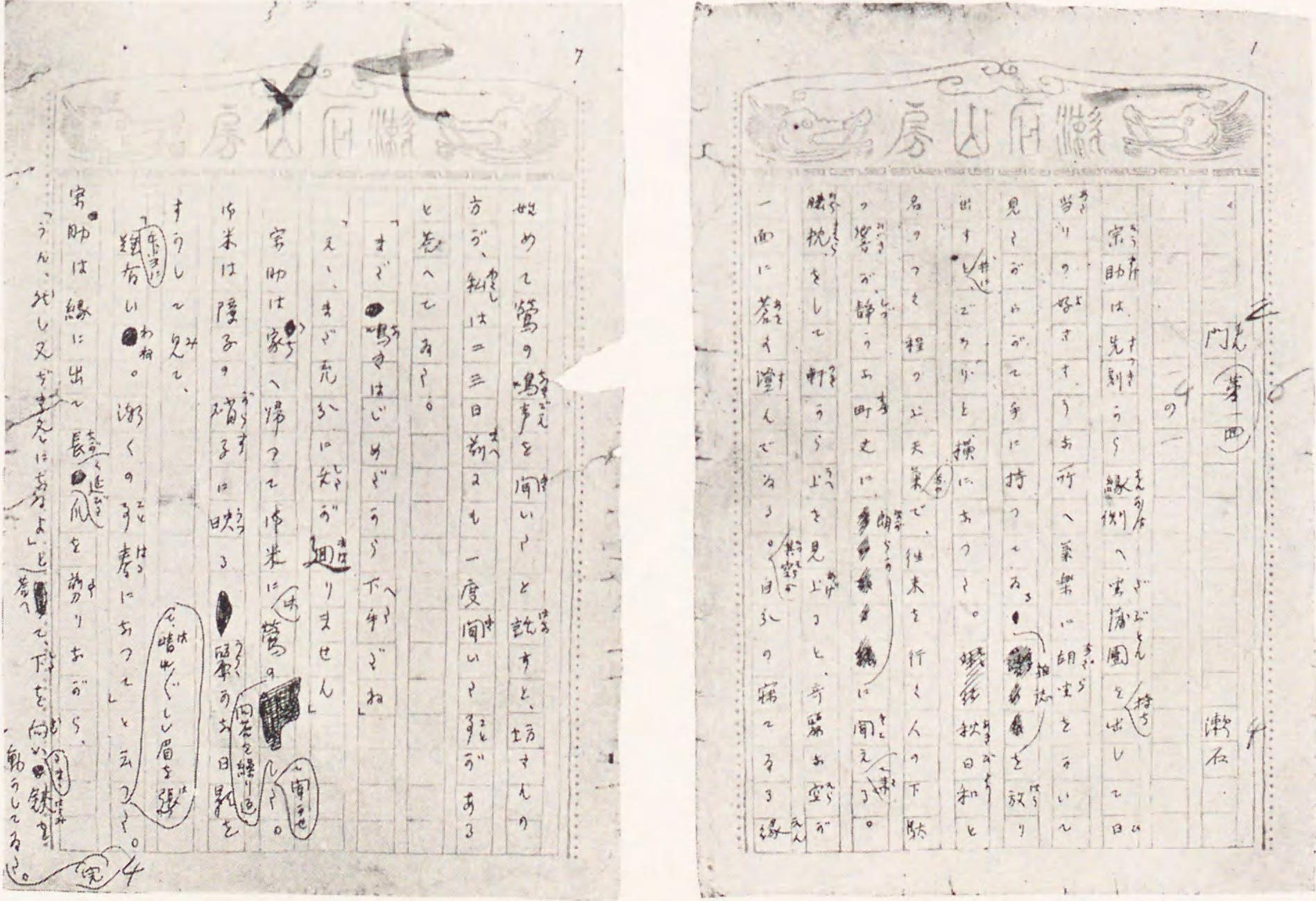

《문(일본어: 門 몬[*])》은 나쓰메 소세키의 장편 소설이다. 1910년 아사히 신문에 연재를 하였으며, 이듬해 1월에 슌요도(春陽堂)에서 발간되었다.
《산시로(三四郎)》,《그 후(それから)》에 이은, 나쓰메 소세키의 전기 3부작의 마지막 작품. 친우였던 야스이(安井)를 배신하고, 그의 아내였던 오요네(御米)를 아내로 삼은 소스케(宗助)가, 그의 나약함과 죄책감으로부터의 구원을 추구하는 모습을 묘사하였다.

## 출판물 정보
- 한국어판 《문》, 나쓰메 소세키, 유은경 역, 향연출판사 2004년 5월 4일 - ISBN 8991094066